# University of Dhaka
Die University of Dhaka (auch Dhaka University oder DU genannt; bengalisch ঢাকা বিশ্ববিদ্যালয় Dhaka Bishbabidyalay, IAST Ḍhākā Biśbabidyālaẏ) ist eine staatliche Universität in Dhaka in Bangladesch. Mit mehr als 37.000 Studenten ist sie die älteste und größte öffentliche Hochschule in Bangladesch. Die Universitätsbibliothek ist die bedeutendste Bibliothek des Landes.

## Geschichte
Am 31. Januar 1912 äußerte eine Delegation von bengalischen Honoratioren gegenüber dem britischen Vizekönig Lord Hardinge, der sich zu einem Besuch in Dhaka befand, den Wunsch, dass in Ostbengalen eine Universität eingerichtet werden solle. Die britische Kolonialregierung reagierte darauf mit der Ankündigung am 2. Februar 1912, dass in Dhaka eine Universität gegründet würde. Der Erste Weltkrieg verzögerte die Errichtung der Universität, und am 23. März 1920 unterzeichnete Vizekönig Lord Chelmsford das Gesetz zur Einrichtung der Universität, den Dacca University Act.
Die Universität wurde am 1. Juli 1921 mit 3 Fakultäten (Künste, Naturwissenschaften und Rechtswissenschaften), 12 Abteilungen und 192 Studenten eröffnet. Die 12 Abteilungen waren Sanskrit und Bengalisch, Englisch, Erziehungswissenschaften, Geschichte, Arabische und Islamische Studien, Persisch und Urdu, Philosophie, Wirtschaftswissenschaften und Politik, Physik, Chemie, Mathematik, sowie Rechtswissenschaften.
Nach der Teilung Indiens 1947 wurde Dhaka mitsamt dem gesamten heutigen Bangladesch Teil des neuen Staates Pakistan. 1947 übernahm die UD 55 angegliederte Colleges der in Westbengalen gelegenen University of Calcutta, die erst mit der Gründung der National University 1992 wieder ausgegliedert wurden. Im Jahr 1952 spielte die Universität von Dhaka eine zentrale Rolle in der Bewegung für die Bengalische Sprache. In den folgenden Jahrzehnten wurde die Universität durch immer neue Institute weiter erweitert. Einen großen Umbruch gab es erneut, als Bangladesch im Krieg von 1971 von Pakistan unabhängig wurde.
1971 verübte die Pakistanische Armee ein Massaker an der Universität von Dhaka, bei dem zahlreiche Lehrkräfte und Studenten ermordet wurden.
Seit 1989 veranstalten Studenten und Lehrkräfte der Fakultät für Kunst alljährlich zum 14. April, dem Neujahrstag nach bengalischem Kalender, die Mangal Shobhajatra, einen folkloristischen Umzug durch Dhaka, an dem Tausende teilnehmen.

## Fakultäten und Institute

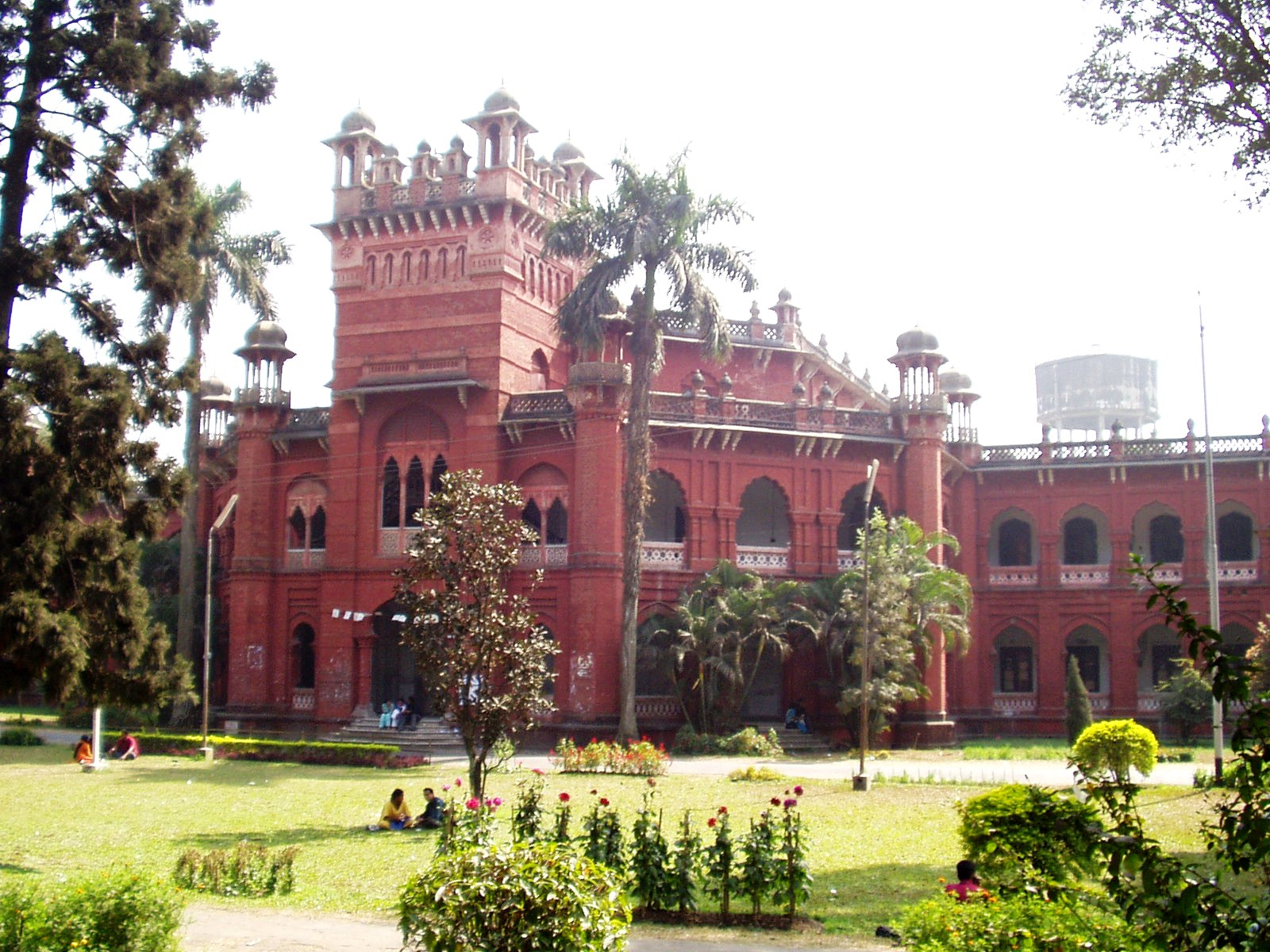
Die Karjon Hall

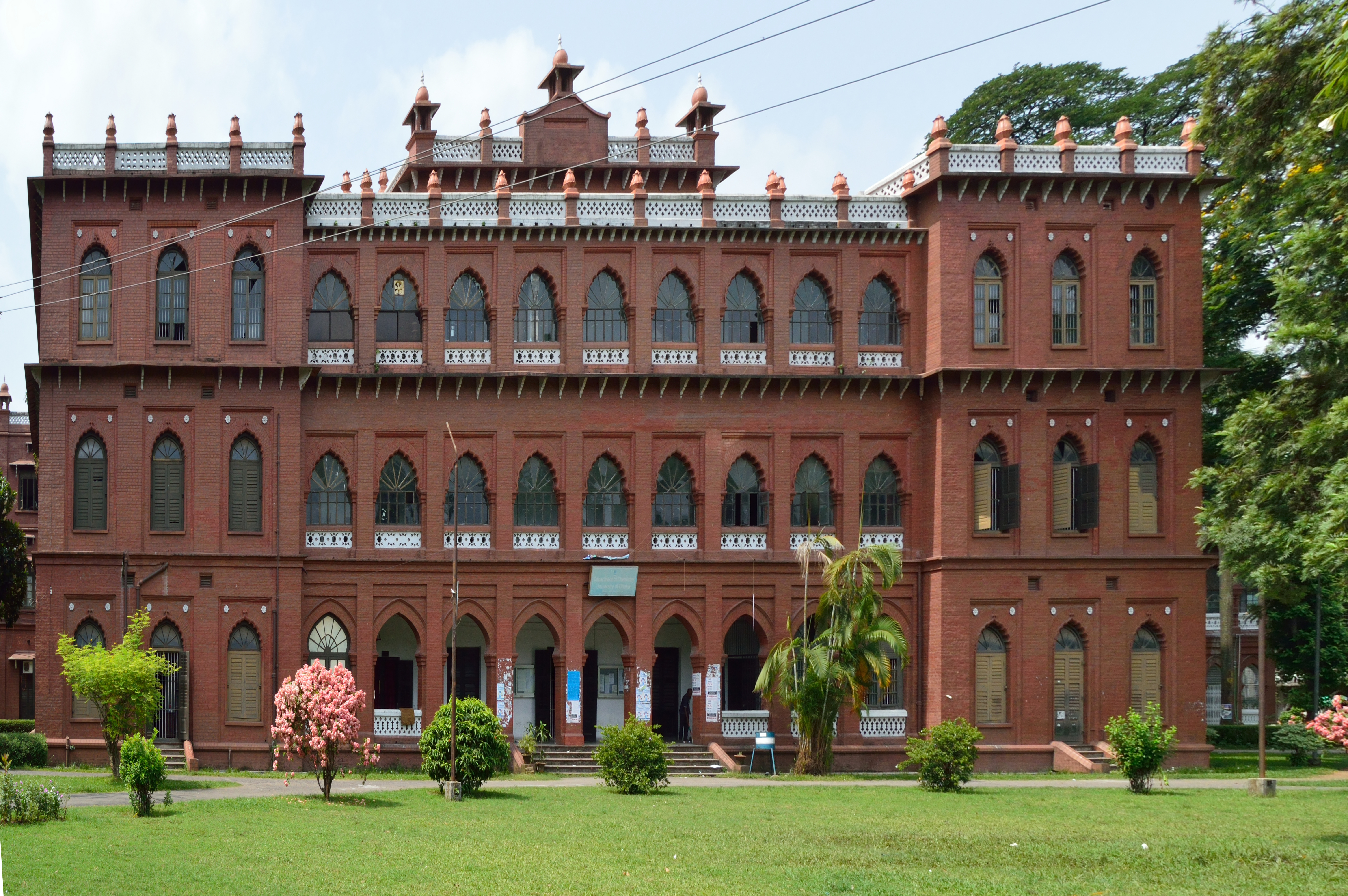
Nordfassade des Gebäudes der Abteilung für Chemie (Department of Chemistry)

Im Jahr 2015 bestanden die folgenden 13 Fakultäten:
- Naturwissenschaften (Faculty of Sciences)
- Künste (Faculty of Arts)
- Medizin (Faculty of Medicine)
- Biowissenschaften (Faculty of Biological Sciences)
- Pädagogik (Faculty of Education)
- Sozialwissenschaften (Faculty of Social Sciences)
- Fakultät für postgraduierte medizinische Wissenschaften und Forschung (Faculty of Postgraduate Medical Sciences and Research)
- Ingenieurs- und Technikwissenschaften (Faculty of Engineering and Technology)
- Erd- und Umweltwissenschaften (Faculty of Earth and Environmental Sciences)
- Pharmazie (Faculty of Pharmacy)
- Rechtswissenschaften (Faculty of Law)
- Sozialwissenschaften (Faculty of Social Sciences)
- Wirtschaftswissenschaften (Faculty of Business Studies)

Außerdem gab es die folgenden 11 Institute:
- Informationstechnologie (Institute of Information Technology)
- Betriebswirtschaftslehre (Business Administration)
- Katastrophenmanagement und Schwachstellenanalyse (Disaster Management and Vulnerability Studies)
- Erziehung und Forschung (Education and Research)
- Gesundheitsökonomie (Health Economics)
- Lederverarbeitung und -technologie (Leather Engineering and Technology)
- Moderne Sprachen (Modern Languages)
- Ernährung und Lebensmittelwissenschaften (Nutrition and Food Science)
- Statistische Forschung und Ausbildung (Statistical Research and Training)
- Soziale Wohlfahrt und Forschung (Social Welfare and Research)
- Energie (Energy)

## Persönlichkeiten
- Satyendranath Bose (1894–1974), Professor 1925–1945
- Fazlur Khan (1929–1982) (BA 1950), Bauingenieur
- Muhammad Yunus (* 1940) (BA 1960, MA 1961), Friedensnobelpreisträger 2006